# Melkus RS 1000
De Melkus RS 1000 is een sportwagen die van 1969 tot 1980 werd geproduceerd door de Oost-Duitse fabrikant Melkus.

## Geschiedenis
Heinz Melkus, eigenaar van de gelijknamige particuliere rijschool uit Dresden, was een van de meest succesvolle coureurs van de DDR. Hij ontwikkelde en reed talrijke sportwagens, aangedreven door opgevoerde Wartburg-motoren. Zijn eigen constructies begonnen op basis van de Formule Junior.
Op initiatief van de Allgemeiner Deutscher Motorsport Verband (ADMV) ontwierp hij een gipsmodel van een tweepersoons racewagen die, nadat medewerkers van de KTA (de Oost-Duitse RDW), de verkeershogeschool en de Technische Universiteit Dresden, techneuten van VEB Automobilwerke Eisenach en vormgevers van de kunsthogeschool Berlin-Weißensee groen licht hadden gegeven, in een nieuw opgericht Collectief Sportwagen vervolmaakt werd. Daaruit ontstond in 1969 een sportcoupé, die speciaal voor gebruik in de toenmalige Groep 4-raceklasse van de FIA (later Groep B 5) kon worden geprepareerd.
Wezenlijke componenten zoals chassis, wielophanging, motor en instrumenten stamden van de Wartburg 353. De vermogensstijging werd door nauwkeurige bewerking, wijzigingen aan de inlaat, gewijzigd uitlaatsysteem (dubbele uitlaat) en drie carburateurs bereikt. De raceversie met sportcarburateur haalde 100 pk en maximaal 200 km/u.
Voor- en achterzijde van de RS 1000 bestonden uit glasvezelversterkte kunststof, geproduceerd bij VEB Robur in Zittau. Vleugeldeuren en dak waren van lichtmetaal, voor de bodemdelen werd staalplaat gebruikt. De achteras kreeg een extra dwarsstabilisator, de veerwegen werden verkort. De voor de achteras geplaatste motor was gekoppeld aan een vijfversnellingsbak. Kuipstoelen, sportstuur en speciale racebanden waren aangepast aan het doel van de wagen, de RS 1000 was geen auto voor dagelijks gebruik. Weinig comfortabel en met een minimale bagageruimte, zijwindgevoelig en maar beperkt geluidgedempt, werden tot 1980 slechts 101 stuks gebouwd.
- Gemeinsame Normdatei: 4758134-7